# Drumburgh Castle
Drumburgh Castle är ett slott i Storbritannien.   Det ligger i grevskapet Cumbria och riksdelen England, i den centrala delen av landet, 400 km nordväst om huvudstaden London. Drumburgh Castle ligger 16 meter över havet.
Terrängen runt Drumburgh Castle är platt. Havet är nära Drumburgh Castle norrut. Runt Drumburgh Castle är det ganska tätbefolkat, med 75 invånare per kvadratkilometer. Närmaste större samhälle är Carlisle, 13,8 km öster om Drumburgh Castle. Trakten runt Drumburgh Castle består i huvudsak av gräsmarker.